# 藍元枚
藍元枚（1736年—1787年）為中國清朝武官官員，本籍福建漳浦。1773年（乾隆38年）奉旨接任金彪擔任台灣鎮總兵。是台灣清治時期此期間，受台灣道制約的台灣地區最高軍事首長，亦為中部地區墾號藍張興之墾戶首。值得一提的是，他的祖父藍廷珍亦擔任該官職。
后调任金门镇总兵、苏松镇总兵。1784年（乾隆49年），擢升为江南提督。1786年（乾隆51年），调任福建陆路提督。旋又改任福建水师提督，并出任参赞大臣。
1787年（乾隆52年），他率兵前往台灣制止林爽文民變。不久，即卒於台灣。清廷下令赠太子太保，赐祭葬，谥襄毅。
| 前任： 金彪 | 台灣鎮總兵 1773年上任 | 繼任： 顏鳴皋 |

## 延伸阅读
[在维基数据编辑]
 《清史稿·卷328》，出自趙爾巽《清史稿》